# 山口県道149号柳井由宇線
山口県道149号柳井由宇線（やまぐちけんどう149ごう やないゆうせん）は、山口県柳井市から岩国市に至る一般県道である。

## 概要
柳井市柳井から岩国市由宇町北1丁目に至る。

### 路線データ
- 起点：柳井市柳井（中馬皿交差点、山口県道7号柳井周東線交点）
- 終点：岩国市由宇町北1丁目（堀田交差点、国道188号交点）

## 歴史
- 1958年（昭和33年）10月1日 - 山口県告示第644号の2により認定される。
- 1972年（昭和47年） - 山口県の県道番号再編により現行の路線番号に変更される。
- 2006年（平成18年）3月20日 - 岩国市と玖珂郡に属する町村（和木町を除く）が対等合併して改めて岩国市が発足したことに伴い終点の地名表記が変更される（玖珂郡由宇町→岩国市由宇町）。

## 路線状況

### 重複区間
- 山口県道151号伊陸大畠港線（柳井市日積）
- 山口県道68号光日積線（柳井市日積）

## 地理

### 通過する自治体
- 山口県
  - 柳井市 - 岩国市

### 交差する道路
| 交差する道路                                                             | 市町村明 | 交差する場所  | 交差する場所        |
| ------------------------------------------------------------------------ | -------- | ------------- | ------------------- |
| 山口県道7号柳井周東線 山口県道70号柳井玖珂線 重複                        | 柳井市   | 柳井          | 中馬皿交差点 / 起点 |
| 山口県道153号木部柳井線                                                  | 柳井市   | 柳井          |                     |
| 山口県道151号伊陸大畠港線 重複区間起点                                   | 柳井市   | 日積          |                     |
| 山口県道68号光日積線 重複区間起点 山口県道151号伊陸大畠港線 重複区間終点 | 柳井市   | 日積          |                     |
| 国道437号 山口県道68号光日積線 重複区間終点                              | 柳井市   | 日積          |                     |
| 山口県道141号祖生通津停車場線                                            | 岩国市   | 由宇町        |                     |
| 国道188号                                                                | 岩国市   | 由宇町北1丁目 | 堀田交差点 / 終点   |

### 沿線
- 石井ダム
- 柳井カントリー倶楽部
- 岩国カントリー倶楽部
- 由宇温泉
- 岩国市立由西小学校
- 岩国市立由宇中学校